# Martinsburg (Pennsilvània)
Martinsburg és una població dels Estats Units a l'estat de Pennsilvània. Segons el cens del 2000 tenia 2.236 habitants.

## Demografia
Segons el cens del 2000, Martinsburg tenia 2.236 habitants, 892 habitatges, i 544 famílies. La densitat de població era de 1.370,4 habitants/km².
Dels 892 habitatges en un 26,3% hi vivien nens de menys de 18 anys, en un 49% hi vivien parelles casades, en un 9,3% dones solteres, i en un 39% no eren unitats familiars. En el 35,9% dels habitatges hi vivien persones soles el 20,2% de les quals corresponia a persones de 65 anys o més que vivien soles. El nombre mitjà de persones vivint en cada habitatge era de 2,19 i el nombre mitjà de persones que vivien en cada família era de 2,85.
Per edats la població es repartia de la següent manera: un 18,8% tenia menys de 18 anys, un 5,5% entre 18 i 24, un 24,2% entre 25 i 44, un 19,2% de 45 a 60 i un 32,2% 65 anys o més.
L'edat mediana era de 46 anys. Per cada 100 dones de 18 o més anys hi havia 69,7 homes.
La renda mediana per habitatge era de 27.125 $ i la renda mediana per família de 36.797 $. Els homes tenien una renda mediana de 25.096 $ mentre que les dones 19.226 $. La renda per capita de la població era de 14.678 $. Entorn del 10,6% de les famílies i el 13,2% de la població estaven per davall del llindar de pobresa.

## Poblacions més properes
El següent diagrama mostra les poblacions més properes.